# Delia plumosula
Delia plumosula är en tvåvingeart som först beskrevs av Robineau-desvoidy 1830.  Delia plumosula ingår i släktet Delia och familjen blomsterflugor.
Artens utbredningsområde är Frankrike. Inga underarter finns listade i Catalogue of Life.